# Phil Hill
Pour les articles homonymes, voir Hill.
Temple international de la renommée du sport automobile 1991
Ne pas confondre avec Damon Hill, Graham Hill et Phill Hill (un hockeyeur sur glace)
Phil Hill, né le 20 avril 1927 à Miami en Floride, mort le 28 août 2008 à Salinas en Californie, est un pilote automobile américain. En 1961, il est devenu le premier pilote américain sacré champion du monde de Formule 1. Il a également remporté à trois reprises les 24 Heures du Mans (1958, 1961 et 1962).

## Biographie

### Les débuts
Né en Floride, Phil Hill déménage très tôt avec sa famille à Santa Monica, en Californie, où son père exerce les fonctions de maître des postes. Passionné de sport automobile, il abandonne ses études pour devenir mécanicien et dispute ses premières courses au volant de sa propre MG à partir de 1948. En 1949, son employeur l'envoie au Royaume-Uni pour qu'il se spécialise dans les carburateurs SU et suive des stages de perfectionnement chez Jaguar et Rolls-Royce. 
Hill revient aux États-Unis avec une Jaguar XK120 au volant de laquelle il remporte sa première course, à Pebble Beach. Troquant ses compétences de mécanicien pour un volant de course, il participe aux Carrera Panamericana, aux 1 000 kilomètres de Buenos Aires et aux 12 heures de Sebring où il termine deuxième en 1955 au volant d'une Ferrari 750 Monza copilotée par Carroll Shelby. Aux 24 Heures du Mans de cette année-là, il assiste, au volant de sa Ferrari du NART de Luigi Chinetti, à l'accident de Pierre Levegh. Il termine la saison Champion des États-Unis de voitures de sport de classe D modifiée (sur Ferrari 750 Monza), remportant des victoires à Pebble Beach, Beverly, Road America, Sacramento et Glendale, en fin de saison sur des voitures de John von Neumann.

### Pilote officiel Ferrari en endurance puis en F1
Il envisage de renoncer au sport automobile mais Chinetti le pousse à continuer et conseille même à Enzo Ferrari de l'intégrer à l'écurie officielle d'endurance à compter de la saison 1956. En équipage avec le Belge Olivier Gendebien, il se classe deuxième des 1 000 kilomètres de Buenos Aires en janvier, ce qui convainc le Commendatore de l'intégrer à la Scuderia. Après quelques succès mineurs en 1956 et 1957, la carrière de Phil Hill au sein de la Scuderia décolle véritablement en 1958, saison au cours de laquelle il remporte les 1 000 kilomètres de Buenos Aires, les 12 heures de Sebring puis les 24 Heures du Mans au volant de la 250 Testa Rossa qu'il partage avec Gendebien. 
Fort de ses succès en endurance, il demande, sans succès, à Enzo Ferrari de lui donner sa chance en Formule 1. Par dépit ou par provocation, il s'engage au Grand Prix de France au volant d'une Maserati privée du Jo Bonnier Racing Team et se classe à la septième place. Enzo Ferrari aurait pu prendre ombrage d'un tel comportement mais le décès de son pilote Luigi Musso durant la course l'amène à donner sa chance à Hill pour le Grand Prix d'Allemagne, qu'il termine en neuvième position au volant de la Dino 156 de Formule 2. Cette course est le théâtre d'un nouveau drame pour Ferrari qui perd Peter Collins dans un accident. La situation est d'autant plus épineuse pour la Scuderia que cela laisse isolé Mike Hawthorn qui joue le titre mondial face à Stirling Moss. Hill est donc rappelé pour les deux dernières manches de la saison en Italie et au Maroc sur la Dino 246. À Monza, il se classe troisième, une performance qu'il réédite à Casablanca, non sans avoir cédé sa deuxième place en vue de l'arrivée à Mike Hawthorn, un geste qui assure le gain du titre mondial à son coéquipier.
Au soir de son titre mondial, Mike Hawthorn, très éprouvé par les morts de Musso et Collins annonce son départ à la retraite. En l'espace de quelques mois, Hill, qui n'avait pas la confiance d'Enzo Ferrari, devient donc le premier pilote de la Scuderia Ferrari en championnat du monde de Formule 1. Sur une voiture dépassée par les agiles Cooper à moteur arrière, Hill connaît une saison 1959 en demi-teinte et se met moins en évidence que son coéquipier Tony Brooks qui remporte deux victoires. La situation de la Scuderia empire en 1960 et Hill est impuissant face aux écuries britanniques. Il remporte son premier succès en Formule 1 à l'occasion du Grand Prix d'Italie mais cette victoire est à relativiser : pour tenter de favoriser Ferrari, les organisateurs avaient décidé de faire disputer la course sur la version longue du circuit empruntant l'anneau de vitesse, ce qui amena les principales écuries britanniques à boycotter l'épreuve ; c'est donc face à une opposition très faible que Hill s'impose.

### Un titre au goût amer

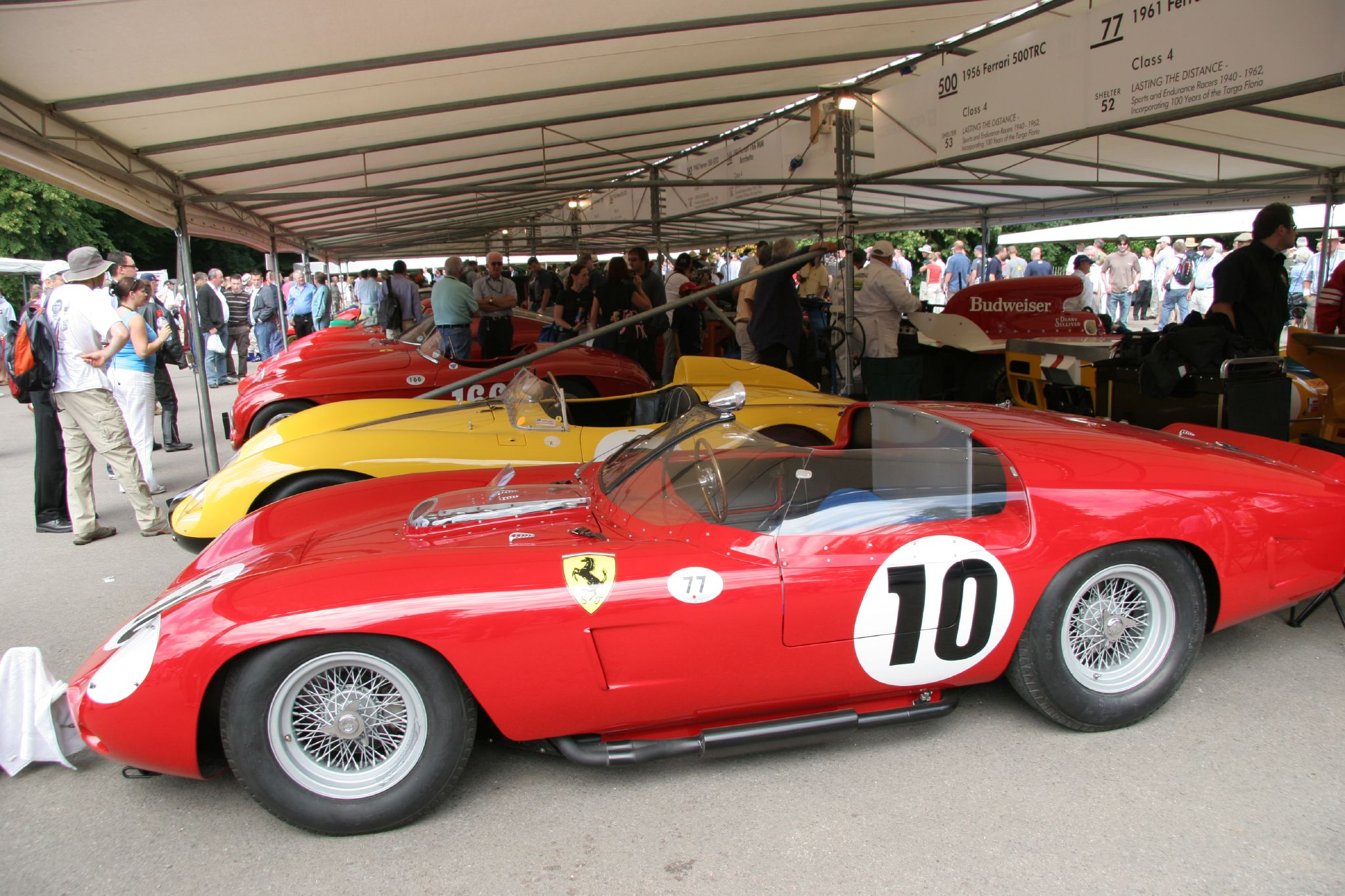
La Ferrari 250 TR I/61 3L V12 victorieuse au Mans en 1961 avec Phil Hill et Olivier Gendebien.

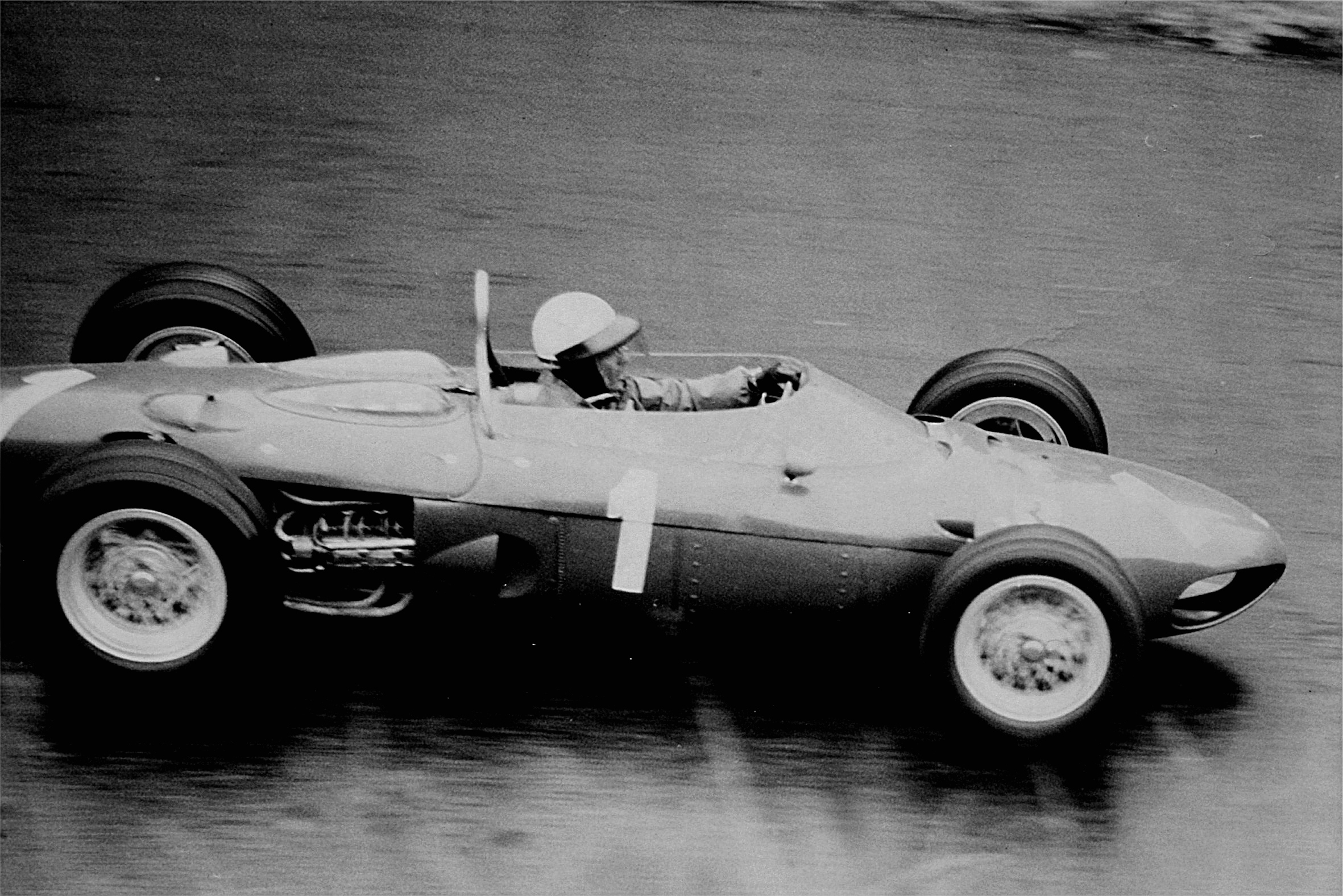
Phil Hill au volant d'une Ferrari en 1962.

Dépassée depuis deux saisons, la Scuderia Ferrari met à profit le changement de règlementation et le passage à la Formule 1 "1,5 litre" pour retrouver sa superbe en 1961. Face à une opposition mal préparée à ce changement, Ferrari écrase le championnat qui se résume à un duel entre Phil Hill (victorieux en Belgique) et son coéquipier allemand Wolfgang von Trips. Progressivement, Von Trips prend l'ascendant sur Hill, qui semble au plus bas moralement au départ du Grand Prix d'Italie, avant-dernière manche de la saison. Distancé par Von Trips au championnat et sur la grille de départ, il a également subi en qualifications la loi de Ricardo Rodriguez, un jeune Mexicain de 19 ans qui participe, sur la troisième Ferrari, à son premier Grand Prix. Enzo Ferrari en personne ne se prive d'ailleurs pas de stigmatiser publiquement la contre-performance de l'Américain. Mais dès l'issue du deuxième tour, le championnat bascule après l'accrochage entre la Lotus de Jim Clark et la Ferrari de Wolfgang von Trips dans lequel le pilote allemand ainsi que quatorze spectateurs sont tués. Hill remporte la course et obtient le titre mondial.
La Scuderia se charge rapidement de dilapider, durant l'hiver 1961-1962, l'avance prise sur la concurrence. Mécontents de l'ingérence de l'épouse d'Enzo Ferrari dans les affaires internes de l'équipe, le directeur sportif Romolo Tavoni et le directeur technique Carlo Chiti partent fonder leur propre équipe, Automobili Turismo e Sport. Au sein d'une Scuderia totalement désorganisée, Hill fait illusion en début de saison avant de sombrer. Il se console en remportant pour la troisième fois les 24 Heures du Mans mais la dégradation de ses rapports avec son employeur débouche sur une rupture en fin de saison.

### Fin de carrière

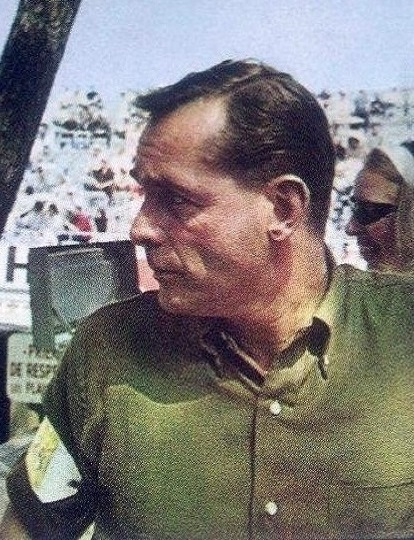
Phil Hill en 1966.

Avec son coéquipier Giancarlo Baghetti, il rejoint les dissidents d'ATS à compter de la saison 1963. Mais l'aventure ATS tourne rapidement au fiasco et Hill n'inscrit pas le moindre point de la saison. Il passe chez Cooper en 1964 mais réalise une saison assez terne.
Sans volant en Formule 1 hormis une apparition sur l'Eagle-Climax au Grand Prix d'Italie 1966 où il ne parvient pas à se qualifier, il est le principal conducteur de la voiture-caméra du film Grand Prix, notamment pour les scènes en course réelle.
Hill fait son retour dans les épreuves d'endurance avant de prendre sa retraite. Au volant de la Chaparral 2D de Jim Hall, il remporte notamment les 1 000 kilomètres du Nürburgring en 1966 puis, sur la Chaparral 2F, le BOAC 500 de Brands Hatch le 30 juillet 1967, la dernière course de sa carrière.
À l'issue de sa carrière sportive, Phil Hill retourne à Santa Monica, où il fonde Hill & Vaughn, une entreprise de restauration de voitures anciennes. Il entame également une longue collaboration de journaliste avec le magazine Road & Track. Atteint de la maladie de Parkinson, il meurt des suites de complications liées à cette maladie le 28 août 2008 à Salinas, en Californie, à l'âge de 81 ans.
Son fils Derek Hill a tenté de faire carrière dans le sport automobile et a notamment participé au championnat international de Formule 3000 en 2003 au sein de l'écurie française DAMS, sans grande réussite.

## Titre
- SCCA National Sports Car Championship en 1955 (classe D modifiée, sur Ferrari)

## Principales victoires
- Road America 500 : 1955 et 1957
- 1 000 km de Kristianstad : 1956
- 1 000 km de Caracas : 1957
- 24 Heures du Mans (3) : 1958, 1961 et 1962
- 12 Heures de Sebring (3) : 1958 et 1961
- 1 000 km de Buenos Aires (2) : 1958 et 1960
- 1 000 km du Nürburgring (2) : 1962 et 1966
- F1 Grand Prix d'Italie (2) : 1960 et 1961
- F1 Grand Prix de Belgique (1) : 1961
- 2 000 km de Daytona : 1964

## Résultats en championnat du monde de Formule 1
| Saison | Écurie                                        | Châssis           | Moteur                         | Pneus             | GP disputés | Points inscrits | Classement |
| ------ | --------------------------------------------- | ----------------- | ------------------------------ | ----------------- | ----------- | --------------- | ---------- |
| 1958   | Scuderia Ferrari Joakim Bonnier               | Ferrari D246 250F | Ferrari V6 Maserati 6 en ligne | Englebert Pirelli | 3           | 9               | 10e        |
| 1959   | Scuderia Ferrari                              | D246              | Ferrari V6                     | Dunlop            | 7           | 20              | 4e         |
| 1960   | Scuderia Ferrari Yeoman Credit Racing Team    | D246 Cooper T51   | Ferrari V6 Climax 4 en ligne   | Dunlop            | 9           | 16              | 5e         |
| 1961   | Scuderia Ferrari SpA SEFAC                    | 156               | Ferrari V6                     | Dunlop            | 7           | 38              | Champion   |
| 1962   | Scuderia Ferrari SpA SEFAC                    | 156               | Ferrari V6                     | Dunlop            | 6           | 14              | 6e         |
| 1963   | Automobili Turismo e Sport Ecurie Filipinetti | ATS 100 Lotus 24  | ATS V8 BRM V8                  | Dunlop            | 6           | 0               | Nc.        |
| 1964   | Cooper Car Company                            | T73 T66           | Climax V8                      | Dunlop            | 9           | 1               | 19e        |
| 1966   | Anglo American Racers                         | Eagle T1F         | Climax 4 en ligne              | Goodyear          | 0           | 0               | Nc.        |

## Victoires en championnat du monde de Formule 1
| # | Année | Manche | Grand Prix | Circuit           | Écurie  | Voiture |
| - | ----- | ------ | ---------- | ----------------- | ------- | ------- |
| 1 | 1960  | 09/10  | Italie     | Monza             | Ferrari | D246    |
| 2 | 1961  | 03/08  | Belgique   | Spa-Francorchamps | Ferrari | 156     |
| 3 | 1961  | 07/08  | Italie     | Monza             | Ferrari | 156     |

## Résultats aux 24 Heures du Mans
| Année | Voiture                   | Équipe               | Équipier           | Résultat  |
| ----- | ------------------------- | -------------------- | ------------------ | --------- |
| 1953  | O.S.C.A. MT-4             | Reed T. Makins       | Fred Wacker Jr.    | Abandon   |
| 1955  | Ferrari 121LM             | Scuderia Ferrari     | Umberto Maglioli   | Abandon   |
| 1956  | Ferrari 625LM Touring     | Scuderia Ferrari     | André Simon        | Abandon   |
| 1957  | Ferrari 335 MM            | Scuderia Ferrari     | Peter Collins      | Abandon   |
| 1958  | Ferrari 250 TR58          | Scuderia Ferrari     | Olivier Gendebien  | Vainqueur |
| 1959  | Ferrari 250 TR59          | Scuderia Ferrari     | Olivier Gendebien  | Abandon   |
| 1960  | Ferrari 250 TR59/60       | Scuderia Ferrari     | Wolfgang von Trips | Abandon   |
| 1961  | Ferrari 250 TRI/61        | Scuderia Ferrari     | Olivier Gendebien  | Vainqueur |
| 1962  | Ferrari 330 TRI/LM Spyder | Ferrari SEFAC        | Olivier Gendebien  | Vainqueur |
| 1963  | Aston Martin DP215        | David Brown          | Lucien Bianchi     | Abandon   |
| 1964  | Ford GT40 Mk.I            | Ford Motor Company   | Bruce McLaren      | Abandon   |
| 1965  | Ford GT40 Mk.II           | Shelby-American Inc. | Chris Amon         | Abandon   |
| 1966  | Chaparral 2D-Chevrolet    | Chaparral Cars       | Joakim Bonnier     | Abandon   |
| 1967  | Chaparral 2F-Chevrolet    | Chaparral Cars       | Mike Spence        | Abandon   |

## Records
Le 3 octobre 1959, catégorie FIA A1, groupe 1, à Bonneville Salt Flats, sur M.G. de classe 7:
- Record du monde du kilomètre à 410,222 km/h.
- Record du monde du mile à 409,739 km/h.